# Али, Мудатхили
Мудатхили Али (англ. Mudathili Ali, род. 8 января 1994) — угандийский шоссейный велогонщик. 

## Карьера
В 2017 голу стал чемпионом Уганды в групповой гонке 
опередив на 4 минуты Эдварда Букенью и на 11 минут Самуэля Сабагвани, занявших соответственно второе и третье места.

## Достижения
2017
 Чемпионат Уганды — групповая гонка

## Рейтинги
| Год                 | 2017   |
| ------------------- | ------ |
| Мировой рейтинг UCI | 1440-й |
| Африканский тур UCI | 85-й   |
|                     |        |
| Источник: UCI       |        |